# Re di Cirene
Questo è un elenco de re di Cirene.
Il Regno di Cirene (o di Cirenaica) è stato una colonia greca nel nord Africa, corrispondente ai territori costieri orientali dell'attuale Libia, fondata da coloni dorici provenienti da Thera (attuale Santorini) nel VII secolo a.C.

## Dinastia battiade (630-440 a.C.)
- Batto I (ca. 630–600 a.C.)
- Arcesilao I (ca. 600–583 a.C.)
- Batto II (ca. 583–560 a.C.)
- Arcesilao II (ca. 560–550 a.C.)
- Batto III (ca. 550–530 a.C.)
- Arcesilao III (ca. 530–515 a.C.)
- Batto IV (ca. 515–465 a.C.)
- Arcesilao IV (ca. 465–440 a.C.)

Nel periodo tra il 525 a.C. e il 475 a.C. il regno fu soggetto all'egemonia della Persia; nel 440 a.C. la Cirenaica diventò una repubblica, entrando nuovamente nella sfera di controllo persiana.
Nel 331 a.C. fu conquistata da Alessandro Magno ed entrò poi a far parte del Regno d'Egitto di Tolomeo I.

## Non dinastici (276-249 a.C.)
Nel 276 a.C. ebbe nuovamente l'indipendenza sotto il figliastro di Tolomeo, Magas.
- Magas (276-250 a.C.)
- Demetrio il Bello (250-249 a.C.)

Alla morte di Demetrio in Cirenaica fu proclamata di nuovo la repubblica, ma già nel 246 a.C. fu assoggettata nuovamente all'Egitto tolemaico, allorché Tolomeo III sposò la vedova di Demetrio, Berenice II.

## Dinastia tolemaica (163-30 a.C.)
Nel 163 a.C. il fratello dI Tolomeo VI, Tolomeo Evergete, fu nominato re di Cirene.
- Tolomeo Evergete (163-116 a.C.)
- Tolomeo Apione (116-96 a.C.)

Alla morte di Apione la Cirenaica entrò a far parte della Repubblica romana e nel 74 a.C. fu formata la provincia di Cirenaica; nel 37 a.C., tuttavia, fu ridata da Marco Antonio a Cleopatra, che la riannetté al Regno d'Egitto; con le donazioni di Alessandria del 34 a.C. ridiventò un regno indipendente, controllato comunque dai Tolomei:
- Cleopatra Selene (34-30 a.C.)

Nel 30 a.C. Ottaviano conquistò l'Egitto e quindi anche il Regno di Cirenaica rientrò definitivamente nei territori di Roma.